# محمد قاسم (بازیکن فوتبال، زاده ۱۹۹۰)
محمد قاسم (عربی: محمد قاسم؛ زادهٔ ۱۰ اکتبر ۱۹۹۰) یک بازیکن فوتبال اهل عربستان سعودی است.
از باشگاه‌هایی که در آن بازی کرده‌است می‌توان به الهلال عربستان، الاتفاق عربستان، و هجر عربستان اشاره کرد.